# Gavialidium
Gavialidium is een geslacht van rechtvleugeligen uit de familie doornsprinkhanen (Tetrigidae). De wetenschappelijke naam van dit geslacht is voor het eerst geldig gepubliceerd in 1862 door Saussure.

## Soorten
Het geslacht Gavialidium omvat de volgende soorten:
- Gavialidium becvari Buzzetti & Devriese, 2008
- Gavialidium carli Hebard, 1930
- Gavialidium crocodilum Saussure, 1862
- Gavialidium eremitum Günther, 1938
- Gavialidium novaeguineae Bolívar, 1898
- Gavialidium phangensum Mahmood, Idris & Salmah, 2007
- Gavialidium philippinum Bolívar, 1887
- Gavialidium productum Walker, 1871